# Kicernîi, Voloveț
Kicernîi (în ucraineană Кічерний) este un sat în comuna Roztoka din raionul Voloveț, regiunea Transcarpatia, Ucraina.

## Demografie
Componența lingvistică a localității Kicernîi
     Ucraineană (99,52%)
     Alte limbi (0,48%)
Conform recensământului din 2001, majoritatea populației localității Kicernîi era vorbitoare de ucraineană (99,52%), existând în minoritate și vorbitori de alte limbi.